# Kakky
KAKKYは、日本のソングライター・編曲家。

## 概要
2009年に4ピースバンド「風花」でユニバーサルミュージック、Delicious Deli Recordsからメジャー・デビュー（活動休止中）。現在サウンドクリエイターとしてアニメ、ゲーム、J-POP、アイドル、BGM、映画音楽ほか多岐にわたり活動中。
作曲コンテスト『ソニコン〜2024歌モノ編』にて特別賞を受賞。
VOCALOID作曲コンテスト『Music Research Contest 2023 Autumn』にて2曲受賞。
音楽プロデューサー鈴木Daichi秀行、田辺恵二、松隈ケンタ、本間昭光ら超豪華メンバーによるコンピアルバム『AIボーカルコンピVol.1 with Synthesizer V AI』に参加。
プロレスラー大仁田厚率いるプロレス団体FMWEから飛び出した謎の覆面バンドMASKMANZの楽曲をプロデュース。

## 主な楽曲
- 作曲コンテスト『ソニコン〜2024歌モノ編』特別賞受賞曲「くノ一大脱走」作詞・作曲・編曲
- VOCALOID作曲コンテスト『Music Research Contest 2023 Autumn』 「パパパ　パティシエ～る」作詞・作曲・編曲　TikTok/SNS部門、CapCut賞受賞（K.AKI名義） 「おはおは！おはよう！」作詞・作曲・編曲　VOCALOID β-STUDIO 特別賞受賞（K.AKI名義）
- 『AIボーカルコンピVol.1 with Synthesizer V AI』収録 「ハミングバードキッス」作詞・作曲・編曲
- BMK『だって今日まで恋煩い -シーズン2-』【L盤】収録「UNITE!」[5]
  - 作詞(共作YUMIKO)・作曲
- タカラトミー
  - にじキュンカールリカちゃん[6]
  - デビュー楽曲「にじキュンカールリカちゃん」作詞・作曲・編曲
- スタミュ「TERRITORY」[7]
  - （キャラクターソング虎石和泉(CV.KENN)×北原廉(CV.梅原裕一郎)） 作曲
- キラメキラキラ☆[8]
  - 『TVアニメ『スタミュ』ミュージカルソングシリーズ☆SHOW TIME 8☆』収録
  - 戌峰誠一郎（興津和幸）×卯月晶（松岡禎丞）作曲
- 喰う寝るふたり住むふたり（NHK-BSプレミアムドラマ劇伴）作曲・編曲
- yukaDD「Bubble Up[9]~Japanease Ver~」作詞
- バンドやろうぜ!(OSIRIS)　「Believe in yourself」作曲
- レディビアード　「FIREBASE」作曲・編曲
- Cheer♡1　「READY GO!!!!!」（才木玲佳プロレス入場曲）作曲・編曲
- BOYS AND MEN研究生　10thSingleより「Promise」作曲
- KissBeeWEST[10]
  - ベスト・アルバム『SIMPLE』より
    - 「REBORN」「放課後の夕暮れ」「HERO」「ただ、それだけのこと」「黒いジャム」「ピエロ」「寒いのにも少し慣れてきたから」「君に会いたくなりました。」「2回目の告白」作曲・編曲「呼吸」編曲

  - 「HERO」（フジテレビ"奇跡体験!アンビリバボー"エンディング曲　2020/01〜06）
  - 「君に会いたくなりました。」（テレビ北海道"スイッチン!"タイアップ2020/03）
  - ライブ・アルバム『RGEPLAY』より
    - 「CARNIVAL」「記念日」「Girl Friend」「ニジイロデイズ」「アネモネ」「68」「REBORN」作曲・編曲

  - 1st Album『REBORN』より
    - 「SE」「REBORN」「ピエロ」「放課後の夕暮れ」「黒いジャム」作曲・編曲

  - Mini Album『REMIND』より
    - 「68」「記念日」「ニジイロデイズ」「Girl Friend」「アネモネ」「放課後の夕暮れAcoustic Ver.」

  - 4th Singleより
    - 「2回目の告白」作曲・編曲

  - 3rd Singleより
    - 「僕たちの場所」「ピエロ」「寒いのにも少し慣れてきたから」作曲・編曲

  - 2nd Singleより
    - 「黒いジャム」「ただ、それだけのこと」「ピエロ」

  - 1st Singleより
    - 「放課後の夕暮れ」作曲・編曲

  - その他
    - 「Hi Ho !」作曲・編曲、「泣き虫と弱虫」編曲、「白い雲とキミ」編曲、「全力で今」編曲
- LinQ×KissBeeWEST　「大切な君へ」（STAY HOME PROJECT）共同作曲
- KissBeeWEST4.5期生　「帰り道」「妄想LOVE」作曲・編曲
- ポポ　「BOMB」作曲・編曲
- 平山花菜　「Limited Time」作曲・編曲
- 櫻田愛実　1stSingleより「太陽のYELL」作詞・作曲・編曲　「Gei it!」作曲・編曲　「Friend」作曲・編曲
- DDプリンセス（ダイコクドラッグイメージガールズユニット）
  - Album『TSUBASA』より
    - 「TSUBASA」「未来少女物語」「サプリナ」「ごっつええ感じ！」「わっしょいモード宣言！」「Vivid 5 Dance」「FOXY GIRLS NIGHT」「Unknown」「おでこKiss」「翼」作詞・作曲・編曲
    - 「Beauty Revulsion」（KOSE TV-CMタイアップ曲2019/12）　
    - 「JOY」（JOYSOUND公式サポータ楽曲）
    - 「太陽のサンキュルーチェ」（KOSE サンカットTV-CMタイアップ曲2019/03）
    - 「パッキャマラDOOON」（KOSE ジュレームアミノTV-CMタイアップ曲2018/12）
    - 「Remo Remo in LOVE」（KOSE 日焼け止めスプレーTV-CMタイアップ曲2018/02）
    - 「DISTORTION」（KOSE ロイヤルジュレマスクTV-CMタイアップ曲2017/12）
    - 「おでこKiss」（KOSE TV-CMタイアップ曲2016/12）
    - 「サプリナ」（KOSE コーエンリッチQ10 TV-CMタイアップ曲2015/12）
    - 「Full Energy Soul」（KOSE 洗顔フォームナチュサボンTV-CMタイアップ曲）
    - 「POP GIRLS POP BOYS」「キラキラ☆ライズ！」「いいじゃん Human Freedom」「陽炎ADDICTION」作詞・作曲・編曲
- コノハナ「そよ風になって」「ファイトソング」「バイバイ、またね」共同作詞作曲
- リンクSTAR`s「Ring Ring Festiラブ」作曲
- PPP! PiXiON「駆け上がれ!!!」作曲・編曲「むじゃきに☆High☆ジャンプ 」作曲・編曲（水沢アリーとのコラボ楽曲）「ビッグラブ~希望の誕生~」作曲・編曲「少女タイムリープ」作曲・編曲
- 横浜旭 Album『SB3~HeyBoy~』より 「吠え方を忘れた狼」「ラブレター」「HeyBoy」編曲
- DEADLIFT LOLITA「No More Tears」作曲・編曲「覇道任侠伝」（ゲームアプリ覇道任侠伝 不良達のガチンコ喧嘩バトルRPGコラボテーマソング）作詞・作曲・編曲
- √AI　「革命ルート」編曲
- 白雪りせ　「Magical Booste!」作詞・作曲・編曲
- 池袋歌劇団1stSingle『BANBINA STAR』より「BANBINA STAR」「ストロベリームーン」「SHALA LOVE」「MountING Angel」共同作詞作曲・編曲「SNSを撃ち殺せ!」「IRODORI」（DVD"人間妖怪　鬼鈴"オープニング、エンディング曲）
- ハナウタ　「深い森へ」　「Wanderland」「シグナル」「Living Earth」「Love」編曲
- 中川知美「Shut up!」編曲
- Tomoka&Hiroka　「キミと手を振るその日まで」編曲
- ジョージ北島「二人の時間」「軌跡を胸に」「海岸通り」「あなたへ」「夢の途中」「愛のかたち」「Lonely Tonight」「お酒」「ひとつの人生」「私を見つめて」「この街で」「おまえの口癖」「永遠の幸せ」「酒もよう」「心を込めて」編曲
- Hagio
  - ミニアルバム『I'm here』より
    - 「Everest」「危険な関係」「Please don’t leave me」「今度はいつ会えますか」「One’s」「Singer」「やわらかな空気の中で」「ITOAMIRUーイトアミルー」編曲
- 一ノ瀬たけし「明日へ」共同作曲・編曲
- KAERI「明日に架ける愛」「忘れないよ」編曲
- Rizz「EscapeLove」「粉雪」「忘れないよ。」編曲
- LilyRate「Lilyに約束」「君と手を振るその日まで」共同作詞作曲・編曲
- 及川悠「ナマイキな感情」編曲
- Assy「春の夢物語」「New Story」「二人のdarling」「君がいないだけで」「ピンクリボン~乳がん検診受けよう~」「My friend~黄色い糸~」編曲
- 励まし屋「相馬歌」（Resmile Project被災地支援プロジェクト応援ソング）「それでも」編曲
- 風花
  - 「サクラサクナ」（日本テレビ系「音楽戦士 MUSIC FIGHTER」「ニッポン縦断おかず発見!ルート88」タイアップ曲2009/02）「冬花火」（読売テレビ「キューン!」EDテーマ2009/10）「幼い頃見上げたあの空は大人になればとどくと思ってた」「ルーレット」「センキュフォーエバー」等作曲
- クライミング世界選手権パリ2016出場『TEAM au 』ダイジェストBGM作曲
- 2020東京オリンピック追加競技選出用映像楽曲（クライミング）作曲
- 短編映画『千ひとつまえ』全劇中音楽作曲・テーマソング共同作詞作曲・編曲
- 短編映画『デリバリー・キラー』テーマ曲「デリバリー・キラーのテーマ」作曲
- ヤギ楽器イメージソング「YAGI SONG」編曲
- FMチャッピー「GoGoJumbleChannel」OP&ED編曲
- 神戸しいたけ研究所「まるしいたけの歌」作詞・作曲・編曲
- CSスポーツチャンネルsky-A sport+「スポーツクライミング」OP/ED曲作曲
- クライミングW杯　オープニング×総集編BGM作曲

## 出演
- FMチャッピー「GoGoJumbleChnnel」”カッキーの誰でも出来る作曲口座”不定期開催コーナー